# Aiphanes grandis
Aiphanes grandis е вид растение от семейство Палмови (Arecaceae). Видът е застрашен от изчезване.

## Разпространение
Разпространен е в Еквадор.